# Golf en los Juegos del Pacífico 2019
El Golf en los Juegos del Pacífico 2019 se llevó a cabo del 10 al 13 de julio en el Royal Samoa Golf Course en Fagali'l, a cinco kilómetros de la capital Apia en Samoa.

## Participantes
14 países participaron en el evento:
| - Samoa Americana - Islas Cook - Fiyi - Guam - Nueva Caledonia - Niue - Isla Norfolk | - Islas Marianas del Norte - Papúa Nueva Guinea - Samoa - Islas Salomón - Polinesia Francesa - Tonga - Vanuatu |

## Resultados

### Masculino
| Evento     | Oro                                                                        | Oro | Plata                                                  | Plata | Bronce                                                    | Bronce | Ref   |
| ---------- | -------------------------------------------------------------------------- | --- | ------------------------------------------------------ | ----- | --------------------------------------------------------- | ------ | ----- |
| Individual | Dylan Benoit Nueva Caledonia                                               | 283 | Guillaume Castagne Nueva Caledonia                     | 285   | Van Wright Samoa                                          | 286    | [ 3 ] |
| Equipos    | Nueva Caledonia Dylan Benoit Guillaume Castagne Morgan Dufour Adrien Peres | 861 | Samoa Van Wright Robert Fa'aaliga Samu Ropati Niko Vui | 861   | Fiyi Olaf Allen Asish Chand Baarroon Hussain Abid Hussain | 886    | [ 3 ] |

### Femenino
| Evento     | Oro                                                                           | Oro | Plata                                                         | Plata | Bronce                                                                | Bronce | Ref   |
| ---------- | ----------------------------------------------------------------------------- | --- | ------------------------------------------------------------- | ----- | --------------------------------------------------------------------- | ------ | ----- |
| Individual | Emilie Ricaud Nueva Caledonia                                                 | 275 | Ariane Klotz Nueva Caledonia                                  | 290   | Olive Auva'a Samoa                                                    | 294    | [ 3 ] |
| Equipos    | Nueva Caledonia Emilie Ricaud Ariane Klotz Inès Lavelua-Tufele Mathilde Guepy | 858 | Samoa Olive Auva'a Aileen Meredith Leleaga Meredith Faith Vui | 884   | Polinesia Francesa Vaea Nauta Maggy Dury Flavia Reid-Amaru Moea Simon | 934    | [ 3 ] |

## Medallero
| # | País               | Medalla de oro | Medalla de plata | Medalla de bronce | Total |
| - | ------------------ | -------------- | ---------------- | ----------------- | ----- |
| 1 | Nueva Caledonia    | 4              | 2                | 0                 | 6     |
| 2 | Samoa              | 0              | 2                | 2                 | 4     |
| 3 | Fiyi               | 0              | 0                | 1                 | 1     |
| 3 | Polinesia Francesa | 0              | 0                | 1                 | 1     |